# Caspicola knipovitschi
Caspicola knipovitschi is een vlokreeftensoort uit de familie van de Caspicolidae. De wetenschappelijke naam van de soort is voor het eerst geldig gepubliceerd in 1944 door Derzhavin.